# E821
La ruta europea E821 és una carretera que forma part de la Xarxa de carreteres europees. Comença a Roma (Itàlia) i finalitza a San Cesareo (Itàlia). Té una longitud de 36 km. Té una orientació d'est a oest.